# 中華臺北競技體操代表隊
中華臺北競技體操代表隊，是自1989年起，入選為代表中華民國臺灣參加國際賽事的參賽選手隊伍。

## 各級賽事隊伍與成績

### 夏季奧運會
- 2016
  - 競賽成績
    - 團體：未能成隊
    - 鞍馬：李智凱進入決賽

### 亞洲運動會參賽名單及比賽成績
- 2014
- 2018
  - 成員[1]：
男子教練：浜田貞雄、林育信、黃柏瑞
女子教練：鄭焜杰、李婭
男子選手：蕭佑然、游朝偉、唐嘉鴻、陳智郁、李智凱
女子選手：方可晴、頼品儒、莊琇如、黃慧玫、陳芊恂
  - 競賽成績[2]：
    - 團體：男子成隊第4名、女子成隊第5名
    - 個人全能：李智凱第5名、游朝偉第12名、方可晴第11名、莊琇如第15名
    - 地板：唐嘉鴻金牌、李智凱第4名
    - 鞍馬：李智凱金牌
    - 吊環：陳智郁金牌、游朝偉未進入決賽
    - 跳馬：蕭佑然未進入決賽、方可晴第5名
    - 雙槓：李智凱第6名
    - 單槓：唐嘉鴻金牌

## 外部來源
關於協會 （页面存档备份，存于）—中華民國體操協會